# Louis Lurine
Louis Lurine, né en 1812 à Burgos et mort à Paris 9e le 30 novembre 1860, est un homme de lettres, journaliste, dramaturge, romancier et historien français.

## Biographie
Né en Espagne de parents français, son véritable nom était Lurinas. Par un étrange caprice, le nom singulier de Lurine était un nom de son choix, qui lui a pourtant valu bien des plaisanteries. Il a été élevé à Bordeaux. Il commença très tôt à écrire, débutant par une satire, le Cauchemar politique (1831), et sembla se consacrer exclusivement au théâtre. Le Vaudeville de la rue de Chartres, sous la direction d’Étienne Arago, lui étant entièrement ouvert, il y donna sa première pièce, le 2 juillet 1832, en collaboration avec Jacques Arago : Chabert, inspirée par la nouvelle de Balzac, sur lequel il devait publier, par la suite, une esquisse. Le succès de la pièce fut contesté et Lurine attendit plus d’une année pour donner, en octobre 1833, sur la même scène Richelieu à quatre-vingts ans, qui réunit tous les suffrages. Richelieu a été suivi de : la Chasse aux maris, les Courses de Chantilly, Mea culpa, le Roi ... Mais, pour la plupart, d’une grande faiblesse, elle n’ont pas connu le même succès.
Lurine comptait sur le Boudoir, une pièce reçue au Théâtre-Français et travaillée avec un soin extrême, mais la destinée de cette œuvre fut pire encore. Le public cria à l’imitation maladroite de Marivaux, à l’immoralité, et c’est à peine si les trois représentations de rigueur furent accordées à cette comédie en un acte qui a soulevé tant d’orages. Déçu, il quitta Paris pour aller travailler à divers journaux de province. Il avait juré de ne plus remettre les pieds dans la grande ville et de se signer chaque fois qu’il passerait devant un théâtre. Après à peine un an, en 1840, il fait néanmoins son retour à Paris, et même au théâtre, mais non plus comme auteur, mais comme critique, en rendant compte des nouveautés dramatiques au Globe, alors dirigé par Granier de Cassagnac.
Parallèlement, il donnait, au Courrier Français, une série de feuilletons et de nouvelles. Le Siècle et National en ont également publié. Plus tard, il a publié en volumes un choix de ses œuvres sous les titres de Treizième arrondissement (1850) et Ici on aime (1854). Lurine a été rédacteur en chef du journal politique La Séance en 1848 et du journal théâtral La Comédie en 1853, publications dont l’existence a été de courte durée. Il
a encore donné ses soins à divers ouvrages collectifs sur l’histoire de Paris, tels que les Rues de Paris (1843), les Environs de Paris (1844), les Couvents de Paris (1845), les Prisons de Paris (1845), et la Police de Paris (1847).
À travers ces travaux si divers, Lurine était reparu, discrètement, après un long intervalle, au théâtre avec un nombre de production assez restreint, donnant au Théâtre-Français : le Boudoir, la Comédie à Ferney ; au Gymnase : la Boîte d’argent, Caliste, les Comédiennes ; au Vaudeville : Chabert, la Chasse aux Maris, les Courses de Chantilly, les Femmes peintes par elles-mêmes, Madame Basile avec Félix Solar qu’il a formé, Mea Culpa, la Peur du mal, le Protecteur, Richelieu à quatre-vingts ans, le Vieux Bodin ; aux Variétés : le Camp des Révoltés, Madame Bijou, Monsieur Jules ; au Palais-Royal l’Amant aux bouquets, aux Délassements-Comiques le Droit d’ainesse. On trouve encore Une nuit de la Ligue, opéra écrit en collaboration avec Jacques Arago, musique de Joseph de Zangroniz, mais, inconnu à Paris. Si cet opéra a été joué, c’est sans doute à Bordeaux. Pour deux de ses pièces, Caliste et le Droit d’ainesse, Lurine a pris le pseudonyme de « Louis de Burgos ».
Dans les derniers temps de sa vie, il avait rédigé ses souvenirs dans le Train de Bordeaux (1854) et Voyage dans le passé (1860). Le second ouvrage n’étant qu’une nouvelle édition du premier sensiblement retouchée. Il fut également président de la Société des gens de lettres et directeur du théâtre du Vaudeville de 1858 à sa mort. Il avait été fait chevalier de la Légion d'honneur (décret du 25 avril 1847).
Selon Villemessant, Lurine avait beaucoup d’esprit, d’esprit de mot surtout. Il était fort brave et très soucieux de sa dignité. Un jour qu’il se promenait passage Jouffroy, il surprit un individu insultant une femme. Il s’avance et interpelle vertement l’individu, qui lui répond :
— Est-ce parce que vous êtes décoré que vous croyez me faire peur ?

— C’est justement parce que j’ai un ruban rouge à ma boutonnière, lui répliqua-t-il, que j’entends me faire respecter en lui administrant une paire de gifles.
 Une autre fois, se trouvant chez une actrice assez connue, on vint annoncer que le protecteur de la dame montait l’escalier. Lurine, n’étant pas homme à se cacher dans une armoire, l’attendit de pied ferme :
— Comment vous appelez-vous, enfin, monsieur ? demanda impérieusement le protecteur.

— Je m’appelle Lurine !

— Mais quand on porte un nom comme le vôtre, s’exclama d’un air triomphant le monsieur, on sort par la fenêtre !

— C’est défendu par les ordonnances de police ! répondit fièrement Lurine en le regardant entre les deux yeux.
Comprenant qu’il était en présence d’un homme sérieux, le protecteur renonça à sa première idée de faire prendre à Lurine le chemin qu’il venait d’indiquer.
Il a été inhumé au cimetière de Montmartre,, sa tombe a été reprise (18e division, chemin des Gardes).

## Jugements
« Ses amis l’ont surnommé la période sonore. En effet, sous un aspect froid et sombre, M. Louis Lurine cache une éloquence dont la véritable place était peut-être à la tribune ou dans la chaire. Il aime l’énumération jusqu’à la folie ; il égrène sans relâche des adjectifs qui reluisent souvent comme des pensées ; il s’enivre d’antithèses et de jeux de mots à la façon des improvisateurs italiens : de son style, ainsi que d’une boîte à surprise, s’élance toujours quelque paradoxe vêtu de vert comme un diablotin, et tirant une langue de feu. Aussi M. Lurine est-il mal à l’aise dans la nouvelle ; on sent que la déclamation est là, qui s’impatiente et qui attend, pour l’emporter, comme le hussard de Léonore. Ici l’on aime est un recueil où l’ingénieux arrive au puéril, où le spirituel devient le fatigant. Le Train de Bordeaux, à la bonne heure ! voilà l’élément de M. Louis Lurine ; ici l’on galope, ici l’on fait claquer son fouet ; ici l’on éblouit, ici l’on étonne ! Les postillons ont de beaux catogans d’où la poudre s’envole ; les cabaretières sourient sur le seuil des Lion d’or et des Tête noire ; c’est une fête et une merveille ! »

— Charles Monselet

## Principales publications

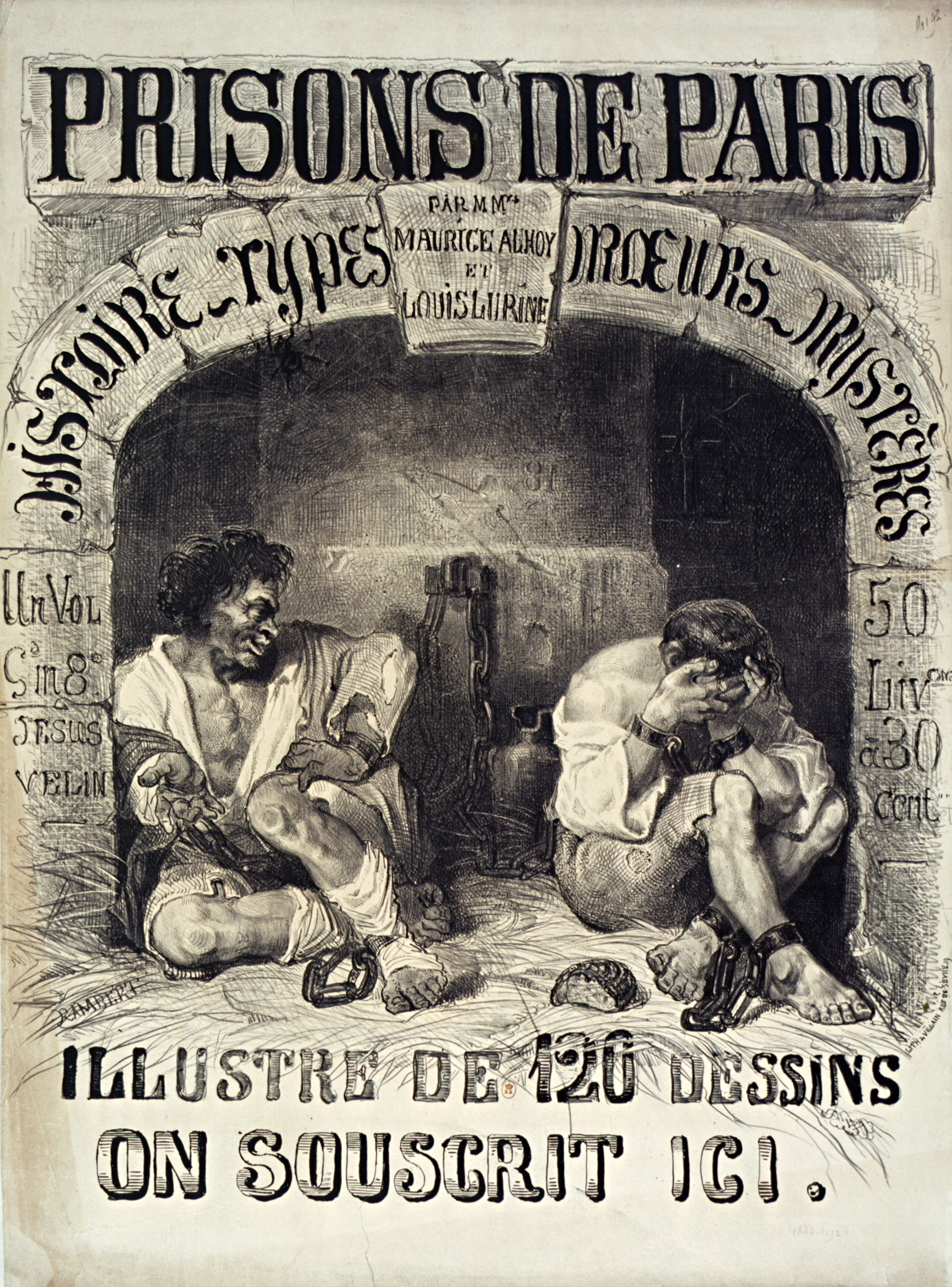
Affiche lithographique de souscription pour Les Prisons de Paris (Charles-Désiré Rambert, 1844).

- Le Cauchemar politique, pamphlet satirique, 1831.
- Physiologie du vin de Champagne, par deux buveurs d’eau, avec Philippe Bouvier, 1841.
- Les Rues de Paris. Paris ancien et moderne, 1844 : origines, histoire, monuments, costumes, mœurs, chroniques et traditions, illustré de 300 dessins de Grandville, Daumier, etc. (2 vol., 1844) lire en ligne sur Gallica lire en ligne sur Gallica
- Histoire de Napoléon, racontée aux enfants petits et grands, 1844.
- Les Environs de Paris, paysage, histoire, monuments, mœurs, chroniques et traditions, sous la direction de Charles Nodier et Louis Lurine, illustré de 200 dessins d'après Balthazar Jean Baron, Célestin Nanteuil, William Henry Pyne, 1844 lire en ligne sur Gallica
- Les Prisons de Paris, histoire, types, mœurs, mystères, avec Maurice Alhoy, 1846 lire en ligne sur Gallica
- La Vierge du travail, 1846.
- Les Couvents, avec Alphonse Brot, illustré par Henri Baron, Tony Johannot, Louis Français et Célestin Nanteuil, 1846)
- Histoire poétique et politique de M. de Lamartine, 1844.
- Histoire secrète et publique de la police ancienne et moderne, 3 vol., 1847.
- Le Treizième Arrondissement de Paris, roman, 1850.
- Le Train de Bordeaux, voyage dans le passé, nouvelles, 1854.
- Ici l’on aime. Le Cœur de Mignon. Le Secret des aumônes. L’Âme du violon. Le Chasseur d’ombres. La Véritable Mort de Vatel. Le Mouchoir de Bérénice. Pierrot. La Guerre des Dieux. L’Avocat. L’Oreiller. Le Cœur et l’esprit. Le Club des mendiants. Le Prédicateur. Le Paratonnerre. Héro et Léandre, nouvelles, 1854.
- Le Mannequin russe, pamphlet, 1854.
- Le Palais-royal, 1855.
- Éloge de Balzac, 1856.
- Voyage dans le passé, 1860.

Théâtre
- 1832 : Le Duc de Reischtadt, drame en 2 actes mêlé de couplets, avec Jacques Arago lire en ligne sur Gallica
- 1832 : Chabert, histoire contemporaine en 2 actes, mêlée de chant, avec Jacques Arago, Théâtre du Vaudeville (2 juillet) lire en ligne sur Gallica
- 1833 : Richelieu à quatre-vingts ans, comédie en 1 acte, mêlée de chant, avec Jacques-François Ancelot, Théâtre du Vaudeville, 16 octobre.
- 1833 : La Peur du mal, comédie en 1 acte, mêlée de chant, avec Jacques-François Ancelot, Théâtre du Vaudeville, 25 novembre.
- 1834 : Madame Basile, comédie en 1 acte, avec Félix Solar, Théâtre du Vaudeville, 17 juin.
- 1841 : Caliste, ou le Geôlier, comédie-vaudeville en 1 acte, avec Narcisse Fournier, Théâtre du Gymnase-Dramatique, 30 octobre.
- 1842 : Le Droit d'aînesse, comédie-vaudeville en 2 actes, avec Albéric Second, Théâtre des Délassements-Comiques, 13 août.
- 1854 : La Comédie à Ferney, comédie en 1 acte et en prose, avec Albéric Second, Théâtre-Français, 15 juillet.
- 1854 : Le Vieux Bodin, comédie-vaudeville en 1 acte, Théâtre du Vaudeville, 14 octobre.
- 1856 : Madame Bijou, comédie-vaudeville en 1 acte, avec Raymond Deslandes, Théâtre des Variétés, 24 janvier.
- 1856 : L'Amant aux bouquets, comédie en 1 acte, avec Raymond Deslandes, Théâtre du Palais-Royal (1er mars) disponible sur Google Livres
- 1856 : Les Femmes peintes par elles-mêmes, comédie en 1 acte, avec Raymond Deslandes, Théâtre du Vaudeville, 30 mai.
- 1856 : Le Camp des révoltées, fantaisie en 1 acte, avec Raymond Deslandes, Théâtre des Variétés, 17 juillet.
- 1857 : Les Comédiennes, comédie en 4 actes, avec Raymond Deslandes, Théâtre du Gymnase, 9 mai.
- 1858 : La Boîte d’argent, comédie en 1 acte, avec Raymond Deslandes, d’après une nouvelle d’Alexandre Dumas fils, Théâtre du Gymnase-Dramatique, 12 avril disponible sur Google Livres
- 1859 : Monsieur Jules, ou le Père terrible, comédie en 2 actes, mêlée de chant, avec Raymond Deslandes, Théâtre des Variétés, 31 octobre.

## Sources
- Pierre Larousse, Grand Dictionnaire universel du XIXe siècle, vol. X, 1873, p. 794.
- Gustave Vapereau, Dictionnaire universel des contemporains, 1858, p. 1130.
- Bibliothèque nationale de France.